# Charles de Valois
Charles de Valois, magyarosan Valois-i Károly (Vincennes, 1270. március 12. – Nogent-le-Roi, 1325. december 16.) névleges aragóniai király és latin császár, III. (Merész) Fülöp francia király és Aragóniai Izabella fia, IV. (Szép) Fülöp öccse, X. (Civakodó) Lajos, V. (Hosszú) Fülöp és IV. (Szép) Károly nagybátyja, a későbbi VI. Fülöp édesapja, ezáltal a Valois-ház alapítója volt.

## Élete
Korának jelentős politikusa és még jelentősebb hadvezére volt. 14 évesen ütötték lovaggá, és a pápai legátus ekkor nyilvánította Aragónia uralkodójává a Szicíliát elfoglaló III. Péter ellenében. A trónt sosem foglalhatta el, sőt 1295-ben még lemondani is kénytelen volt róla. 1285-ben Valois és Alençon, majd Anjou-Szicíliai Margittal 1290-ben kötött házassága révén Maine, Perche és Anjou grófja lett. 1301-ben vette feleségül Catherine de Courtenay-t, és ezzel együtt a névleges konstantinápolyi latin császári címét.
Hadvezéri erényeit először 1297-ben csillogtathatta meg Flandriában és Aquitániában, az angolok elleni harcban, majd 1301-ben hadseregével végigpusztította Itália földjét a pápai állam védelmében II. Frigyes szicíliai király és guelf hívei ellen harcolva. Érdemeiért VIII. Bonifác pápa Romagna grófjává nevezte ki. A hadjáratot a caltabellottai béke zárta le (1302). A hadakozás során katonái számos rablást és zsarolást követtek el, és Valois még egy firenzei mészárlásba is belekeveredett.
1308-ban Habsburg Albert halálát követően koronás bátyja támogatásával indult a német-római császári koronáért, de nem sikerült megszereznie. 1311-ben ő vezette a Tournai városában zajló tárgyalásokat a flamandokkal, és itt csapott össze először Szép Fülöp hatalmas miniszterével, Enguerrand de Marigny-vel, aki teljesen a háttérbe szorította. A felkapaszkodott Marigny ezzel egy örök ellenséget szerzett magának. Valois egyébként is homlokegyenest ellenkező politikát képviselt a bátyja és minisztere által követettől: a centralizációs törekvések helyett a régi, feudális nagyúri szabadságért küzdött, és keményen ellenezte Jacques de Molay, a templomos lovagrend nagymestere 1314-es megégetését.
A gyenge X. Lajos rövid uralma alatt Valois irányította a háttérből az országot, az ő keze volt Marigny megbuktatásában és a király új, Magyarországi Klemenciával kötött házasságának megszervezésében. Lajos halálát követően hiába igyekezett megszerezni a régensi hatalmat, és kénytelen volt belenyugodni másik unokaöccse, V. Fülöp trónra kerülésébe is. Ekkor egy időre háttérbe szorult, majd IV. Károly udvarában ismét vezető szerepre tett szert. 1324-ben flandriai és guyenne-i hadjáratán számos várost foglalt el, így gyors békekötésre ösztökélte Franciaországi Izabella angol anyakirálynét és öccsét, Szép Károly francia királyt.

## Házasságai
Charles de Valois háromszor nősült, és mindegyik frigye igen termékenynek bizonyult:
1290. augusztus 16-án Corbeil-ben vette el Anjou Margit nápolyi királyi hercegnőt, II. Károly nápolyi király és Magyarországi Mária lányát, Anjou, Maine és Perche grófnőjét, aki 1299-ben halt meg. Gyermekeik:
- Isabelle (1292 – 1309), III. János breton herceg felesége 1297-től
- Fülöp (1293 – 1350), Valois grófja, a későbbi VI. Fülöp király, a Valois-dinasztia alapítója
- Johanna (1294 – 1342), 1305-től I. Vilmos, Hainaut grófjának felesége
- Marguerite (1295 – 1342), 1310-től Guy de Châtillon blois-i gróf felesége
- Charles (1297 – 1346), Alençon grófja
- Catherine (1299 – 1300)

1301 januárjában vette el Saint-Cloud városában Catherine de Courtenay-t Konstantinápoly névleges császárnőjét, aki 1307-ben hunyt el. Gyermekeik:
- Jean (1302 – 1308)
- Katalin (1303 – 1346), Konstantinápoly névleges császárnője, I. Fülöp tarantói herceg felesége
- Jeanne (1304 – 1363), 1318-ban III. Robert d'Artois vette feleségül
- Isabelle (1306 – 1349), Fontrevault apátnője

1308-ban Poitiers városában házasodott össze Mahaut de Saint-Pol-lal, III. Guy de Châtillon, Saint-Pol grófja lányával. Mahaut jóval Valois után, 1358-ban halt meg.
- Marie (1309 – 1328), 1324-től Károly calabriai herceg felesége
- Isabelle (1313 – 1383), 1336-tól I. Pierre de Bourbon felesége
- Blanche (1317 – 1348), 1328-tól IV. Károly német-római császár felesége
- Louis (1318 – 1328), Chartres grófja